# Darıga Nazarbaeva
Dariğa Nursultanqyzy Nazarbaeva (in kazako Дариға Нұрсұлтанқызы Назарбаева?; in russo Дарига Нурсултановна Назарбаева?, Dariga Nursultanovna Nazarbaeva; Temirtau, 7 maggio 1963) è una politica kazaka, presidente del Senato del Kazakistan dal 2019 al 2020. È la figlia dell'ex presidente del Kazakistan Nursultan Nazarbaev.

## Carriera
- Dal 1980 al 1983 ha studiato presso la Facoltà di Storia dell’Università statale di Mosca[1].
- Dal 1983 al 1985 è stata studentessa della Facoltà di Storia dell’Università Statale del Kazakistan di S. M. Kirov.
- Dal 1985 al 1987: stagista e ricercatore (assistente di ricerca) della Facoltà di storia dell’Università statale di Mosca.
- Dal 1987 al 1990: dottoranda dell’Università statale di Mosca.
- Dal 1992 al 1994: Vicepresidente della Fondazione di beneficenza per bambini «Bobek»[2].
- Dal 1994 al 1995: Vicepresidente della Corporazione Repubblicana «Televisione e Radio del Kazakistan», direttrice dell’Agenzia Nazionale di Informazione Televisiva «Khabar»[3].
- Dal 1995 al 1998: Direttrice Generale dell’Impresa repubblicana dello Stato «Аgenzia Khabar“».[3]
- Dal 1998 al 2001: Presidente della società per azioni  «Аgenzia Khabar“».[3]
- Dal 2001 al 2004: Presidente del Consiglio di Amministrazione di S.P.A. «Аgenzia „Khabar“».[3]
- Dal 9 settembre 2004 al 20 giugno 2007: Deputato della III convocazione del Màjilis del Parlamento della Repubblica del Kazakistan (lista del Partito Repubblicano «Аsаr»);
- Dal febbraio 2005 al 20 giugno 2007: Capo del gruppo di deputati «Аimak».[2]
- Dal 2007 è Direttrice del Fondo del Primo Presidente della Republica del Kazakistan.[3]
- Dal 20 gennaio 2012 al mese di settembre 2015: Deputata del Màjilis del Parlamento del Kazakistan, della V convocazione (secondo l’elenco del partito democratico-popolare «Nur Оtan»), e Presidente della Commissione per lo Sviluppo Sociale e culturale e scienza.[2]
- Dal 3 aprile 2014 al settembre 2015: Vice Presidente del Màjilis del Parlamento del Kazakistan, capo della fazione «Nur Оtan».[2]
- Dall’11 settembre 2015 al 13 settembre 2016 è stata Vice Primo Ministro della Repubblica di Kazakistan.[2]
- Dal 13 settembre 2016 al 4 maggio 2020 è stata Deputata del Senato del Parlamento della Repubblica del Kazakistan.[2]
- Dal 13 settembre 2016 al 20 marzo 2019 è stata Presidente della Commissione Permanente dei Relazioni Estere, Difesa e Sicurezza del Senato.[2]
- Dal 20 marzo 2019 al 4 maggio 2020: Presidente del Senato del Parlamento della Repubblica del Kazakistan.[4]
- Dal gennaio 2021 al febbraio 2022: Deputata del Màjilis del Parlamento del Kazakistan della VII convocazione (lista del partito «Nur Оtan»).

## Biografia
Nazarbaeva è nata a Temirtau nel 1963.
Nel 1991 ha conseguito il dottorato di ricerca in scienze storiche presso l'Università statale di Mosca con una tesi intitolata "Lotta politica in Italia intorno all'adozione della Costituzione repubblicana del 1947" e nel 1998 ha conseguito un secondo dottorato in scienze politiche presso l'Università nazionale kazaka Al-Farabi di Almaty con una dissertazione intitolata "Democratizzazione dei sistemi politici nei nuovi Stati indipendenti". Oltre al kazako, parla il russo, l'inglese e l'italiano.

### Agenzia “Khabar”
La carriera di Dariga Nazarbayeva è iniziata nel 1992 quando è diventata vicepresidente della Fondazione di beneficenza per bambini “Bobek”, creata dalla madre Sara Nazarbayeva. La Fondazione è diventata la prima organizzazione nel Kazakistan indipendente per l’aiuto dei bambini.
Nel 1994, Dariga Nazarbayeva è diventata vicepresidente della società di Stato “Televisione e radio del Kazakistan”. Nel 1995, sulla base del servizio del informazione della TV Kazaka, venne creato il canale televisivo “Khabar”. Sotto la guida di Dariga Nazarbayeva, “Khabar” riuscì a sviluppare una rete di corrispondenti, acquisendo le attrezzature più moderne, assumendo la posizione più alta tra i canali televisivi del paese. Nel 1998 “Khabar” venne trasformata in una società azionaria a responsabilità limitata e Dariga Nazarbayeva ha preso la carica di presidente della società dal 2001, presiedendo il Consiglio di Amministrazione. Nelle interviste sovente afferma che il canale televisivo è “suo figlio”
Nel giugno 2001, a Mosca, Dariga Nazarbayeva ha proposto al Congresso Mondiale sulla cooperazione informatica “Informazione e sfida del XXI secolo”,  di istituire un Forum Mediatico Eurosiatico permanente.
Ha osservato che i suoi partecipanti potrebbero discutere i problemi sulla creazione dello spazio informativo eurasiatico;  il rapporto tra lo Stato ed i media, e anche è gli Standart etici del giornalismo. Il Primo Forum Mediatico Eurasiatico si è tenuto nell’aprile 2002 ad Alma-Ata ed è stato aperto con un discorso di benvenuto del Presidente del Kazakistan, Nursultan Nazarbayev.
Il 27 aprile del 2002 con l’apertura del I Congresso dei giornalisti del Kazakistan,  in una riunione del gruppo di iniziativa del Congresso dei giornalisti del Kazakistan, Nazarbayeva venne eletta presidente del comitato esecutivo. In tale Congresso e per la prima volta, venne sollevata nel paese, la questione della creazione di un codice deontologico del giornalista.

### Partito “Asar”
Nell’ottobre 2002, Dariga Nazarbayev divenne Presidente del Consiglio di amministrazione del blocco “Young Choice”, alla prima conferenza del blocco è stato proposto di creare un Congresso della gioventù del Kazakistan.
Nel 2003, Nazarbayeva si è organizzata divenendo il capo del Partito Repubblicano “Asar”. In pochi mesi sono state raccolte di più di 167.000 domande dai candidati che avrebbero voluto riunirsi con “Asar”; vennero verificate 139.000 domande e vennero trasmesse 77.000 firme al Ministero della Giustizia per la registrazione.
“Asar” si definì un partito centrista, uno dei suoi compiti principali fu quello di identificare i punti deboli nella società e risolverli. Nel dicembre 2003 il partito è stato registrato.
Secondo i risultati delle elezioni Màjilis del 2004, il partito ottenendo 541.239 voti (11,38%) di lista, si classificò al terzo posto, sicché Dariga Nazarbayeva divenne deputata nella lista del partito nei Màjilis, e tre i deputati dell “Asar” vennero eletti nei collegi uninominali.
Nel febbraio 2005 venne formato un nuovo gruppo parlamentare “ Aimak” nel Parlamento del Kazakistan, che contava 36 deputati (28 del Màjilis e 8 del Senato). Dariga Nazarbaeva deputata di Màjilis è stata eletta come presidente di tale partito.
Gli obbiettivi principali del gruppo parlamentare “Aimak” furono quelli di promuovere e controllare l’attuazione dei programmi statali e provinciali esistenti volti allo sviluppo delle Regioni, alla partecipazione attiva ed allo sviluppo e al sostegno legislativo della riforma amministrativa e dell’autonomia locale sviluppo dell’imprenditorialità.
Il 4 luglio 2006 si è tenuto il convegno del partito straordinario, in cui è stata presa la decisione di fondersi con il partito presidenziale repubblicano “Otan” (dal dicembre 2006 – “Nur Otan”), e Dariga Nazarbayeva divenne il vice capo del partito “Nur Otan”.

### Fondazione del Primo Presidente
Dal 2007, Dariga Nazarbayeva è divenuta direttrice della Fondazione del Primo presidente della Republica del Kazakistan, svolgendo attività pubblica e sociale di beneficenza, partecipando a conferenze e simposi[27] internazionali. La Fondazione opera in tre aree principali: 1) programmi per i giovani (aiuta a rivelare e realizzare il potenziale intellettuale e creativo dei giovani kazaki, sostenendo la ricerca e i progetti, nonché conducendo eventi scientifici e creativi; 2)  progetti sociali di beneficenza; 3) studi di analisi presso l’Istituto dell’Economia e Politica Mondiale.
Nel 2007 Dariga Nazarbayeva è anche tornata dalla politica al business, divenendo componente del Consiglio di amministrazione di “Nurbank”.Nel maggio del 2010, Dariga Nazarbayeva e suo figlio Nurali Aliyev sono usciti dalla formazione degli azionisti di “Nurbank”, ed a giugno sono usciti dal Consiglio di amministrazione.
Secondo le informazioni pubblicate dal “Panama papers”  dal 2007 al 2012 Dariga Nazarbayeva sarebbe stata co-proprietaria della società offshore “Astery Holdings LTD”, che ha cessato l’attività nel mese di novembre 2011 e venne venduta nell’aprile 2012. Secondo Forbes Kazakistan , Dariga possedeva 595 milioni di dollari, di cui la risorsa principale fu la società di telecomunicazioni ALMA TV, che fornisce la televisione via cavo e servizi Internet illimitati. La società è stata fondata nel 1994 come S.p.a. “Alma-TV”, dove la società di comunicazioni americana Metro-media International Telecommunications Inc. possedeva una quota del 50% e i partner kazaki possedevano il 50%. Nel 2002 venne rilevata la quota dei partecipanti americani. A partire dal 2019, non ci sono informazioni sulla proprietà di queste società.
I Panama Papers suggeriscono anche che potrebbe essere la proprietaria, tramite una società offshore, di 221B Baker Street, la proprietà da 183 milioni di dollari famosa per essere l'indirizzo fittizio di Sherlock Holmes. Il 10 marzo 2020 un tribunale inglese ha rilevato i nomi dei proprietari degli immobili per un valore di circa 100 milioni di dollari, arrestandoli nella primavera del 2019 dopo aver confermato l’origine illecita dei fondi.
Vennero rilevati i nomi di Dariga Nazarbayeva e di suo figlio maggiore Nurali Alieyev e di sua moglie Aida. Il loro avvocato dichiarò in udienza che proprietari possono confermare l’origine lecita del denaro, poiché in quel tempo gestivano un’impresa commerciale. Ad aprile, l’Ata Corte di Londra ha riconosciuto le accuse del Pubblico Ministero non fondate e pertanto ha annullato la sentenza di arresto.

### Parlamento del Kazakistan

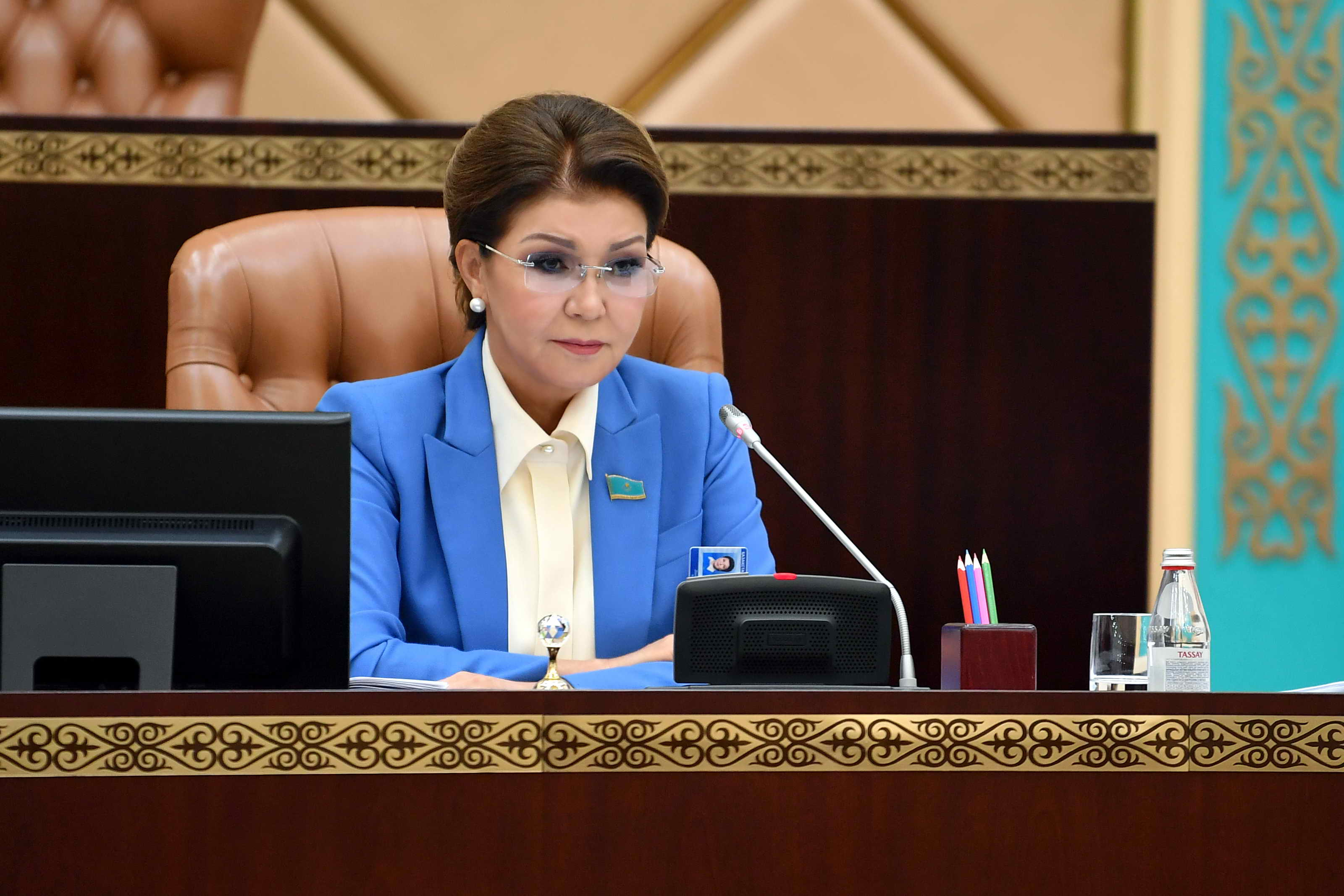
Nazarbayeva Presidente del Senato del Kazakistan

Il 3 aprile 2014 Nazarbaeva è stato eletta vicepresidente dei Mazhilis. L'11 settembre 2015 è stata nominata Vice Primo Ministro. Un anno dopo, il 13 settembre 2016, è stata invece nominata al Senato; è stata designata a capo del Comitato Affari Internazionali, Difesa e Sicurezza del Senato il 16 settembre.
Lo stesso giorno in cui suo padre si è dimesso da Presidente del Kazakistan, Nazarbaeva è stata nominata Presidente del Senato del Kazakistan in un voto unanime segreto. Succede a Kassym-Jomart Tokayev in quel ruolo, che è stato nominato presidente ad interim del Paese. Secondo il New York Times, ciò potrebbe indicare che Nazarbaeva è stata preparata per diventare lei stessa presidente.

## Vita privata

### Famiglia
Padre – Nursultan Nazarbaev nato nel 1940, Presidente della Repubblica del Kazakistan dal 1990 al 2019.
Madre – Sarah Nazarbaeva, nata nel 1941, fondatrice e presidente del Fondo di beneficenza repubblicana per bambini “Bobek”.
Sorelle: Dinara nata nel 1967, guida il Fondo per l’istruzione intitolato a N.A Nazarbaev, una dei principali azionisti della Banca Popolare di Kazakistan. Sposata con Timur Kulibaev.
Aliya (nata nel 1980) gestisce un’impresa, gestisce la società di costruzioni “Elitstroy”, produttrice cinematografica.
Nazarbaeva ha avuto un lungo matrimonio con l'uomo d'affari e politico kazako Rahat Álıev fino al divorzio nel giugno 2007. Aliyev ha ricoperto incarichi di alto livello nell'agenzia di intelligence interna e nel ministero degli esteri del Kazakistan, e successivamente come ambasciatore in Austria. Nel 2004 una donna che si presume fosse l'amante di Aliyev fu trovata morta, essendo caduta da un alto condominio a Beirut. È stato privato dei suoi titoli nel 2007 dopo aver criticato il presidente Nazarbaev per aver modificato la Costituzione della nazione per consentirgli di essere presidente a vita. Aliyev afferma che il suo divorzio è stato eseguito senza il suo consenso e che è stato forzato dal presidente Nazarbaev. Aliyev è stato condannato in contumacia per vari crimini in Kazakistan. L'Austria ha rifiutato di estradarlo, ma si stava preparando a processarlo per il rapimento e l'omicidio di due funzionari di banca kazaki. Nel febbraio 2015, prima del processo, Aliyev è stato trovato morto nella prigione austriaca nella quale era detenuto.
Nazarbaeva ha avuto due figli maschi con Alivev, Nurali e Aisoultan.

### Attività sociali e di beneficenza, hobby
Nazarbaeva è una cantante lirica amatoriale. Nonostante la mancanza di una formazione vocale formale, spesso esegue arie d'opera in concerti ed eventi. Secondo Nazarbayeva, Nadiya Shapirova, un’insegnante professionista del opera di Almaty, che ha format il famoso tenore Alibek Dnishev, ha impostato la sua voce.
Il 13 maggio 2013 ha tenuto un concerto, organizzato dal conte Pierre Sheremetev, al Théâtre des Champs-Élysées di Parigi, con l'Orchestra Lamoureux diretta da Dmitry Yablonsky e il gruppo Sazgen diretto da Baghdat Tilegenov e con alcuni artisti come il pianista Timur Urmancheev, Sundet Baigozhin o Medet Chotabaev. Tra il pubblico c'erano Aleksandr Orlov, ambasciatore della Russia in Francia, altri ambasciatori, diplomatici o investitori e lo scrittore francese Jean-Pierre Thiollet.
Nel 2001, su iniziativa e sotto la guida di Nazarbayeva, è stato creato il fondo umanitario “Degdar”. Con il suo sostegno della Fondazione “Degdar”, guidata da Dariga Nazarbayeva, i cantanti lirici Kazaki sono stati formati presso l’Accademia Vocale Internazionale di Pesaro (Italia) dal maestro Mario Melanie. Anche Dariga Nazarbayeva ha preso lezioni di canto dal maestro Melanie, ed è stato su suo invito che è venuto in Kazakistan diverse volte.